# Wilson Lalín
Wilson Clemente Lalín Salvatierra (Retalhuleu, 3 maggio 1985) è un calciatore guatemalteco, difensore del Comunicaciones.